# 王孟扬
王孟扬（1905年—1989年），笔名梦扬，经名安扎力·艾力，男，回族，北京人，中国书法家、诗人、学者，曾任中华诗词学会顾问。